# Transfert de navire à navire
Le transfert de navire à navire consiste à transférer en mer ouverte des marchandises entre des navires placés côte à côte, à l'arrêt ou en déplacement. Les cargaisons ainsi transférées comprennent les marchandises en vrac, le pétrole, le gaz naturel (GPL ou LNG) et d'autres produits issu du pétrole brut. Le terme anglais « ship to ship transfert » (STS) renvoie aux techniques utilisées par les navires de la marine marchande, par opposition au ravitaillement en mer, qui est le terme utilisé par l'US Navy, pour des opérations généralement beaucoup plus compliquées.
La plupart des opérations de fret ont lieu entre un navire et un terminal terrestre. Néanmoins, il peut parfois être utile de transférer la cargaison d'un navire à un autre en mer ouverte et, dans cas, un navire fait office de terminal auquel l'autre sera amarré.

## Vérifications nécessaires
Les opérations de transfert de navire à navire ont lieu en pleine mer. Les parties concernées sont les deux navires participant et le prestataire de services qui fournit l'équipement et le responsable d'amarrage. Il n'y a pas de relation contractuelle directe entre les parties et les deux capitaines sont responsables de la sécurité. Ainsi l'exercice prudent de la due diligence (diligence raisonnable) avant le début de l'opération ship-to-ship est-il le seul moyen pour eux d'assurer la sécurité. Cette due diligence devrait être exercée dans les phases suivantes de l'opération navire-navire :
- demande d'autorisation
- choix d'un prestataire
- conseils techniques au capitaine par son opérateur technique
- procédure d'évaluation des risques

## Régulations

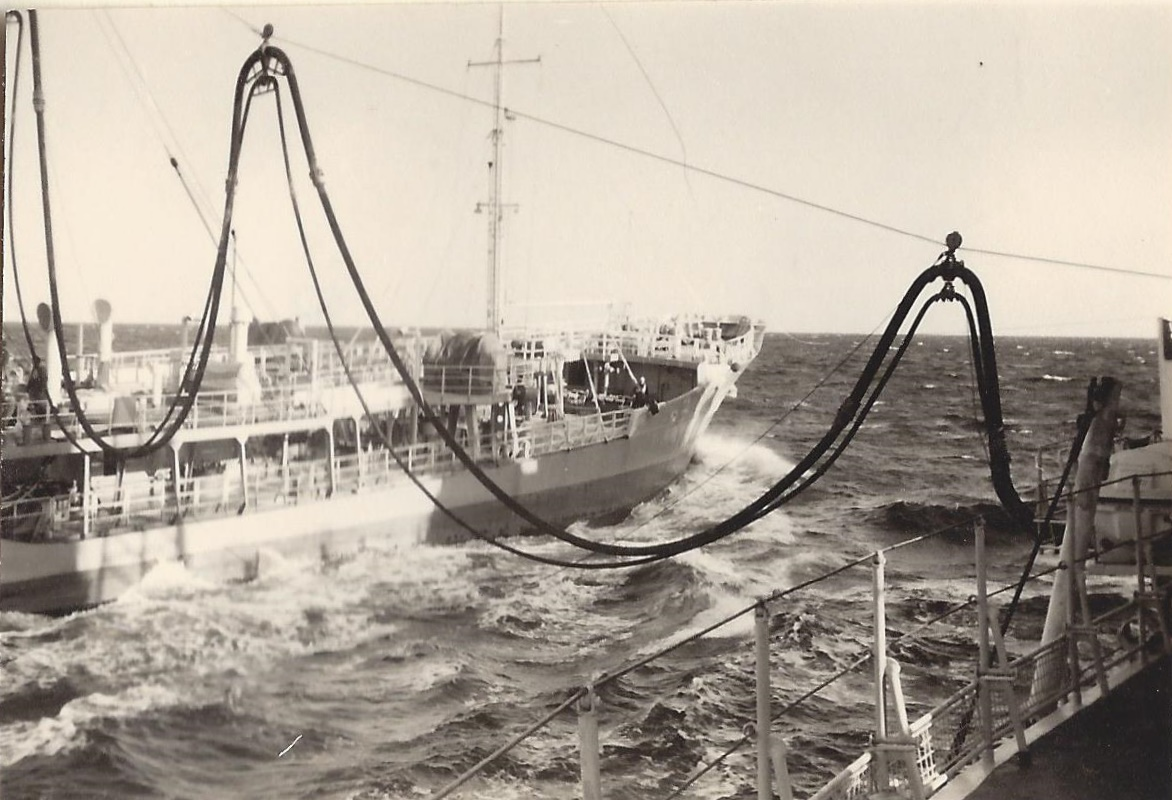
Transfert de carburant entre le pétrolier Harz et le destroyer allemand Hamburg (D 181) en 1971.

Les opérations de transfert de navire à navire font partie du fonctionnement du navire. Jusqu'en 2009, aucune réglementation internationale ne prescrivait explicitement comment ces opérations devaient avoir lieu. Ces opérations sont effectuées conformément aux lignes directrices établies par l'Oil Companies International Marine Forum (en) et l'International Chamber of Shipping (en) (ICS), dans le respect le plus strict des règles de sécurité. Ce sont les lignes directrices de l'industrie qui font partie de l'engagement contractuel entre le propriétaire du navire et l'organisateur STS (affréteur, propriétaire de la cargaison, compagnie de carburant, etc.)
Selon le règlement de l'Organisation maritime internationale, les navires qui transfèrent du pétrole (navires-citernes) doivent avoir un manuel opérationnel approuvé décrivant la procédure. Ces manuels doivent être disponibles à bord. Ces manuels peuvent être préparés, soit par la société de transport, soit par des consultants externes,

## Source de la traduction
- (en) Cet article est partiellement ou en totalité issu de l’article de Wikipédia en anglais intitulé « Ship-to-ship cargo transfer » (voir la liste des auteurs).